# Tajgasármány

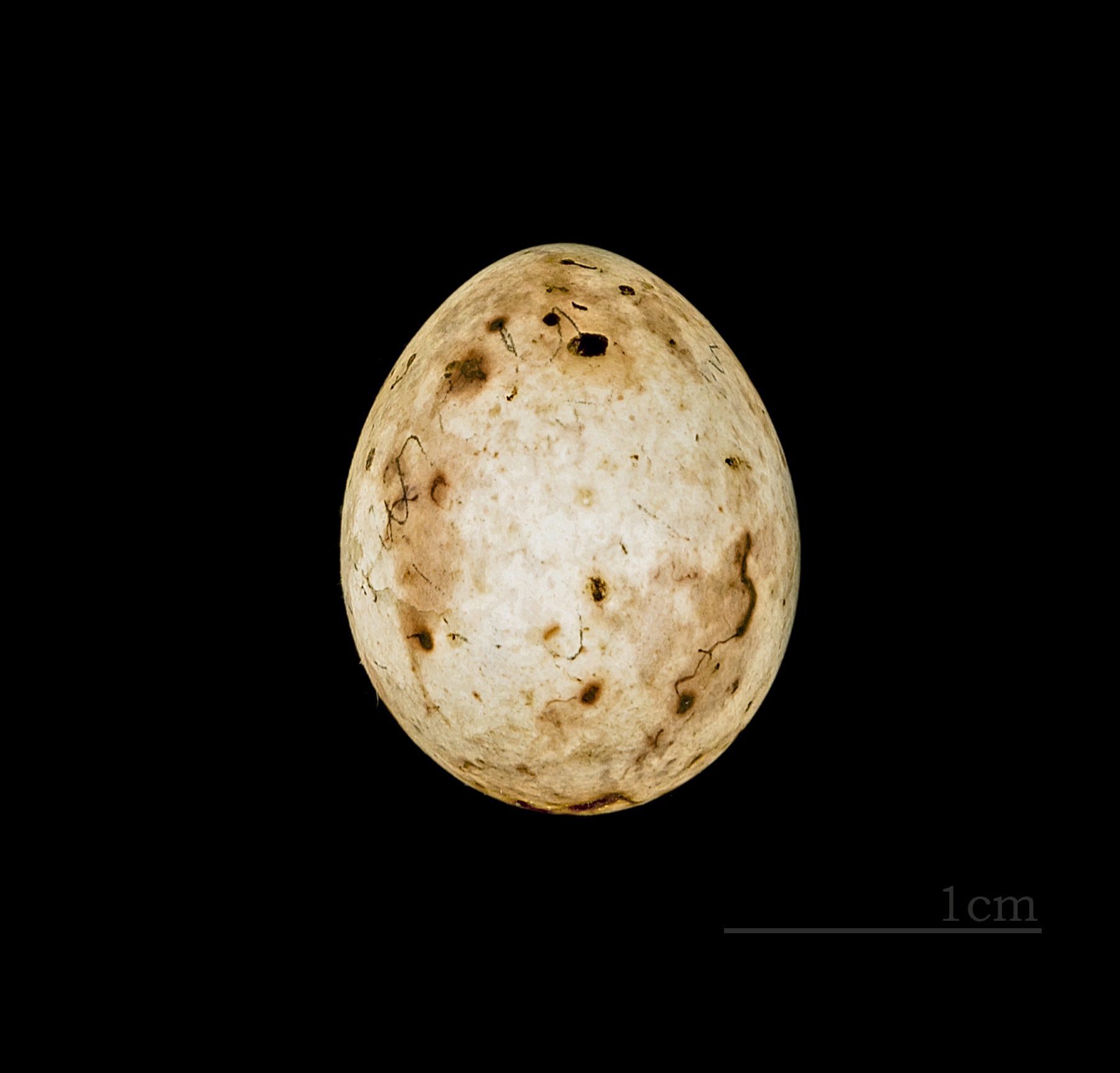
Tajgasármány tojása

A tajgasármány (Emberiza chrysophrys) a madarak (Aves) osztályának a                verébalakúak (Passeriformes) rendjéhez, ezen belül a sármányfélék (Emberizidae) családjához tartozó faj.

## Előfordulása
Oroszország, Kína, Japán, Észak-Korea, Dél-Korea, Mongólia és Tajvan területén honos. Kóborlásai során eljut Európába, észlelték Hollandiában; Ukrajnában és az  Egyesült Királyságban is.

## Megjelenése
Testhossza 13-14 centiméter.